# Аль-Бакрі (кратер)

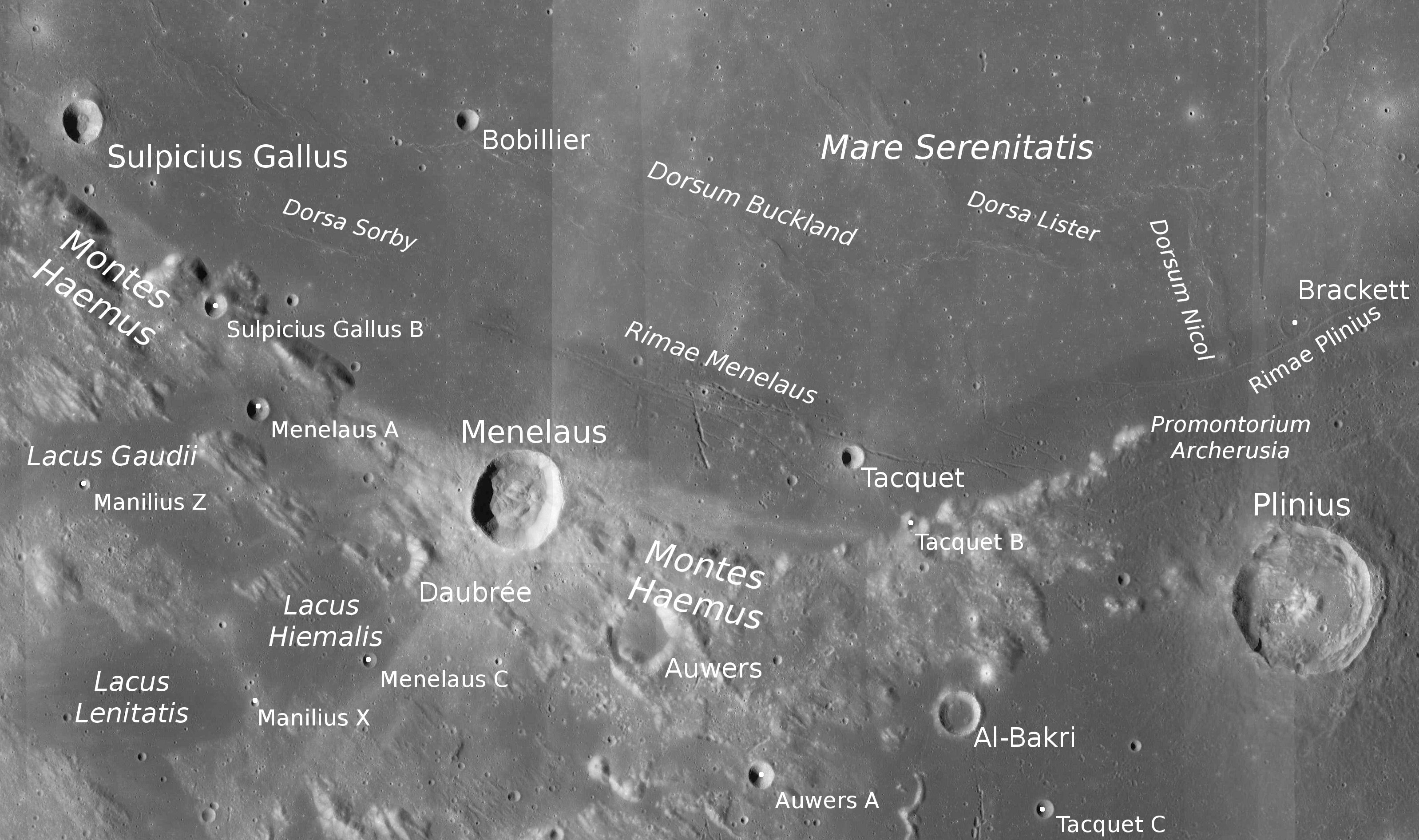
Карта регіону. Аль-Бакрі — праворуч унизу.

Аль-Бакрі (лат. Al-Bakri) — кратер на Місяці, на краю Моря Спокою. Діаметр — 12,2 км. Назва дана на честь андалусійсько-мусульманського географа та історика 11 століття Аль Бекрі і затверджена Міжнародним астрономічним союзом у 1976 році. До того називався «Таке A» за ім'ям недалекого кратера Таке.
Аль-Бакрі лежить на північному заході Моря Спокою, біля Гемських гір. На південь від нього знаходяться борозни Макліра, на північному заході — кратер Ауверс, на північному сході — Пліній, на південному сході — Росс. Координати центру Аль-Бакрі — 14°20′ пн. ш. 20°15′ сх. д. / 14.34° пн. ш. 20.25° сх. д.. На південь-південь-заході від Аль-Бакрі знаходяться залишки двох древніх кратерів, що за характерну форму одержали неофіційну назву Чайка.
Кратер має правильну круглу форму з гострою кромкою валу і плоским дном без примітних деталей. Його глибина — 1,04 км. На яскравому внутрішньому схилі помітні плями з низьким альбедо та радіальні смуги.